# Steven Dewick
Steven Dewick (Sydney, 2 febbraio 1976) è un ex nuotatore australiano.
Specializzato nel dorso ha vinto la medaglia di bronzo nella staffetta mista alle Olimpiadi di Atlanta 1996.

## Palmarès
- Olimpiadi

Atlanta 1996: bronzo nella 4x100m misti.
- Giochi PanPacifici

Atlanta 1995: argento nella 4x100m misti.
- Giochi del Commonwealth

Victoria 1994: oro nella 4x100m misti e argento nei 100m dorso.